# 小熊山古墳
小熊山古墳（こぐまやまこふん）は、大分県杵築市狩宿（かりしゅく）にある古墳。形状は前方後円墳。国の史跡に指定されている（史跡「小熊山古墳・御塔山古墳」のうち）。
大分県では亀塚古墳（大分市里）と並び最大級の規模の古墳で、3世紀後半-4世紀初頭（古墳時代前期）の築造と推定される。

## 概要
大分県北部、国東半島南東部において別府湾を望む丘陵上に築造された大型前方後円墳である。1989年（平成元年）に発見され、これまでに数次の調査が実施されている。
墳形は前方後円形で、前方部を南方に向ける。墳丘は後円部で3段築成、前方部で2段築成。墳丘長は116.5メートルを測るが、これは大分県では亀塚古墳（大分市里）と並び最大級の規模になる。埋葬施設は明らかでないが、電気探査では2基が推定される。出土遺物としては壺形埴輪・円筒埴輪があり、特に円筒埴輪は巴形透し孔を持つもので九州最古級の初期円筒埴輪として注目される。
この小熊山古墳は、墳形・出土遺物から古墳時代前期前半の3世紀後半-4世紀初頭頃の築造と推定される。一帯では、南方の御塔山古墳（古墳時代中期の大型円墳）に先行する国東半島の盟主墳とされる。また豊前・豊後地域において、石塚山古墳（福岡県京都郡苅田町）に続く大首長墓と推測する説もある。
古墳域は、2017年（平成29年）に御塔山古墳の古墳域と合わせて「小熊山古墳・御塔山古墳」として国の史跡に指定されている。

## 文化財

### 国の史跡
- 小熊山古墳・御塔山古墳 - 2017年（平成29年）2月9日指定[4]。

## 関連文献
（記事執筆に使用していない関連文献）
- 『小熊山古墳発掘調査報告書（杵築市埋蔵文化財調査報告書 第10集）』杵築市教育委員会、2006年。